# 新疆數據項目
新疆數據項目（Xinjiang Data Project）是澳大利亚战略政策研究所创建和管理的一个主題為中华人民共和国新疆维吾尔自治区的研究项目。新疆數據項目負責方表示，根據新疆數據項目可知新疆存在严重侵犯人权的行为，例如大规模拘留少数民族和強制絕育。

## 啟動和资金來源
澳大利亚战略政策研究所于2020年9月启动了新疆數據項目建設。根据新疆數據項目的网站顯示，新疆受害者数据库的啟動资金来自於美国国务院。

## 新疆信息的发布
根据新疆數據項目負責方表示，通過卫星数据，研究人員能够确定新疆380个疑似拘留设施的位置，并估计新疆35%的清真寺已被拆除，其中包括古代聖城奧丹馬扎（Ordam Mazar）。新疆數據項目負責方表示，它們还通過採訪曾經被中共當局關押的新疆囚犯來收集信息。共產主義受難者紀念基金會高級研究員阿德里安·曾兹表示，新疆數據項目推动了他的研究，阿德里安·曾兹還表示，中国已经在新疆开始了大规模绝育计划。
2021年4月9日，新疆自治区政府新闻发言人徐贵相表示，新疆数据项目、新疆受害者数据库、维吾尔过渡期司法数据库等數據庫內的信息共涉及1万2050人，其中1万0708人為真，1342人為虛構。在1万0708人中，有6962人在社会上正常生活，3244人因危安暴恐犯罪和其他刑事犯罪被判刑，238人因疾病等原因死亡，264人在中國境外。徐贵相又指新疆数据项目大量发布或转发污蔑和抹黑新疆的文章、视频。徐贵相還表示，新疆數據項目提供的新疆380个拘留设施的地理信息，其實這些有343个是学校、机关事业单位、医院、住宅、商铺等場所。此外徐貴相指責涉疆数据库中的一些证人是被美國反華勢力雇佣的演员。

## 外部鏈接
- 官方网站